# Varkensrug

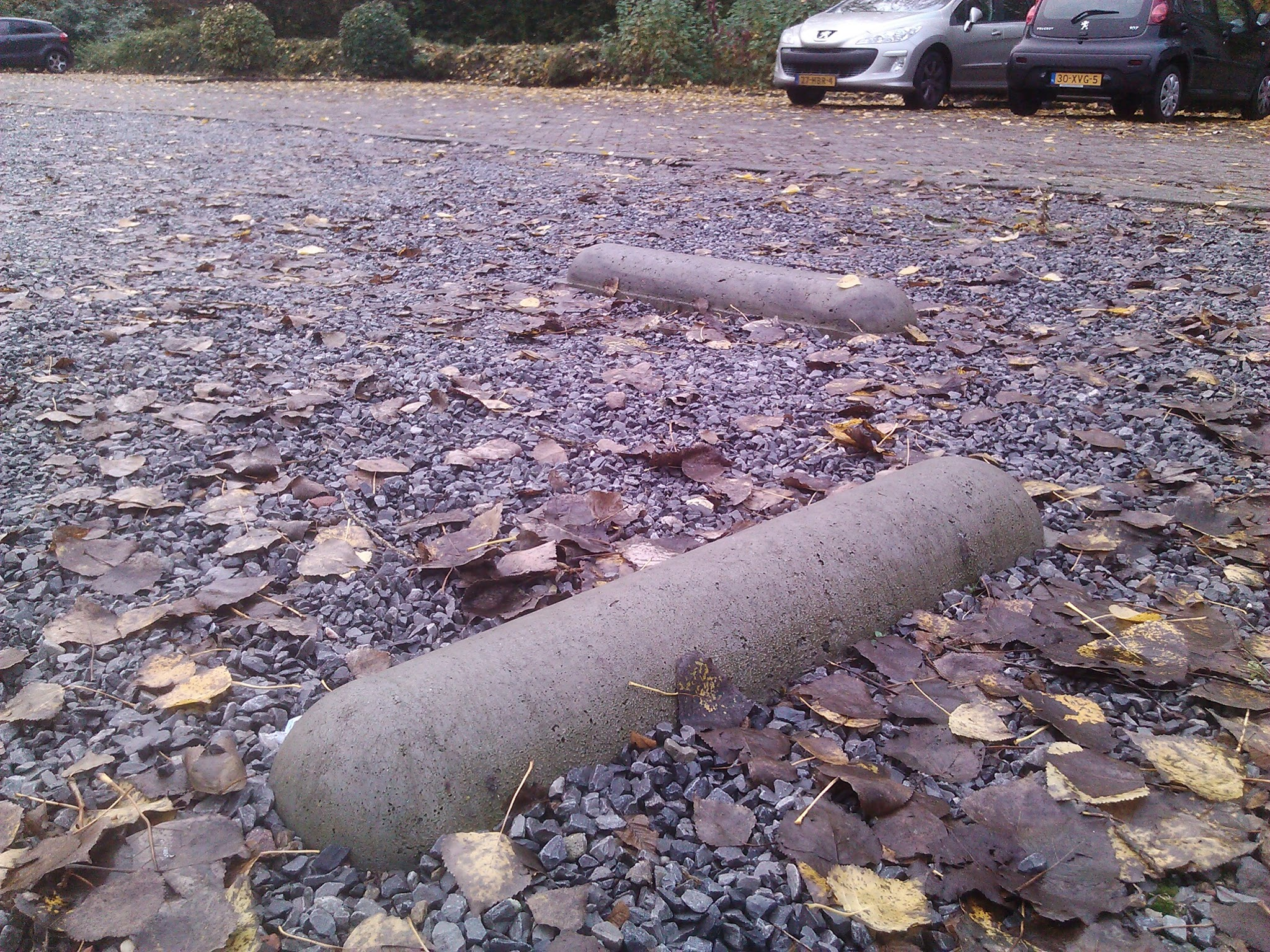
Varkensruggen op een parkeerplaats

Een varkensrug of biggenrug (in Vlaanderen soms Frans brood genoemd) is een ovaalvormig betonnen obstakel dat meestal een infrastructurele functie heeft.
Een varkensrug kan vaak worden aangetroffen aan het einde van een parkeervak, om te voorkomen dat voertuigen te ver doorrijden. Zo worden foutparkeren en het beschadigen van voertuigen en andere objecten tegengegaan. Een varkensrug beschikt over een beperkte hoogte waardoor het geen schade toebrengt aan de onderkant van de auto die hier tegenaan rijdt.
Een varkensrug, meestal een veelvuldig aantal, kan verder dienen als erfafscheiding of een bepaalde rijrichting afdwingen. Wegens de geringe hoogte is deze in mindere mate geschikt om een beveiliging te vormen tegen ramkraken. Daarvoor zijn schrikblokken geschikter.
Soms zijn ze geel, of een andere opvallende kleur, zodat bestuurders ze eenvoudig kunnen opmerken. Een blauwe markering, in combinatie met een bijpassend verkeersbord, kan wijzen op een parkeerplaats voor mindervaliden.

## Vegetatie op varkensruggen
Vaak raakt een varkensrug na enige tijd begroeid met epilitische vegetatie van mossen en/of korstmossen. Doorgaans gaat het om vegetatie uit de klasse van stippelkorsten en achterlichtmossen. Vooral voor de tot deze vegetatieklasse behorende muisjesmos-associatie, sinaasappelkorst-associatie en dambordjes-associatie bieden varkensruggen vaak uitstekende plekken om tot ontwikkeling te komen.

## Fotogalerij

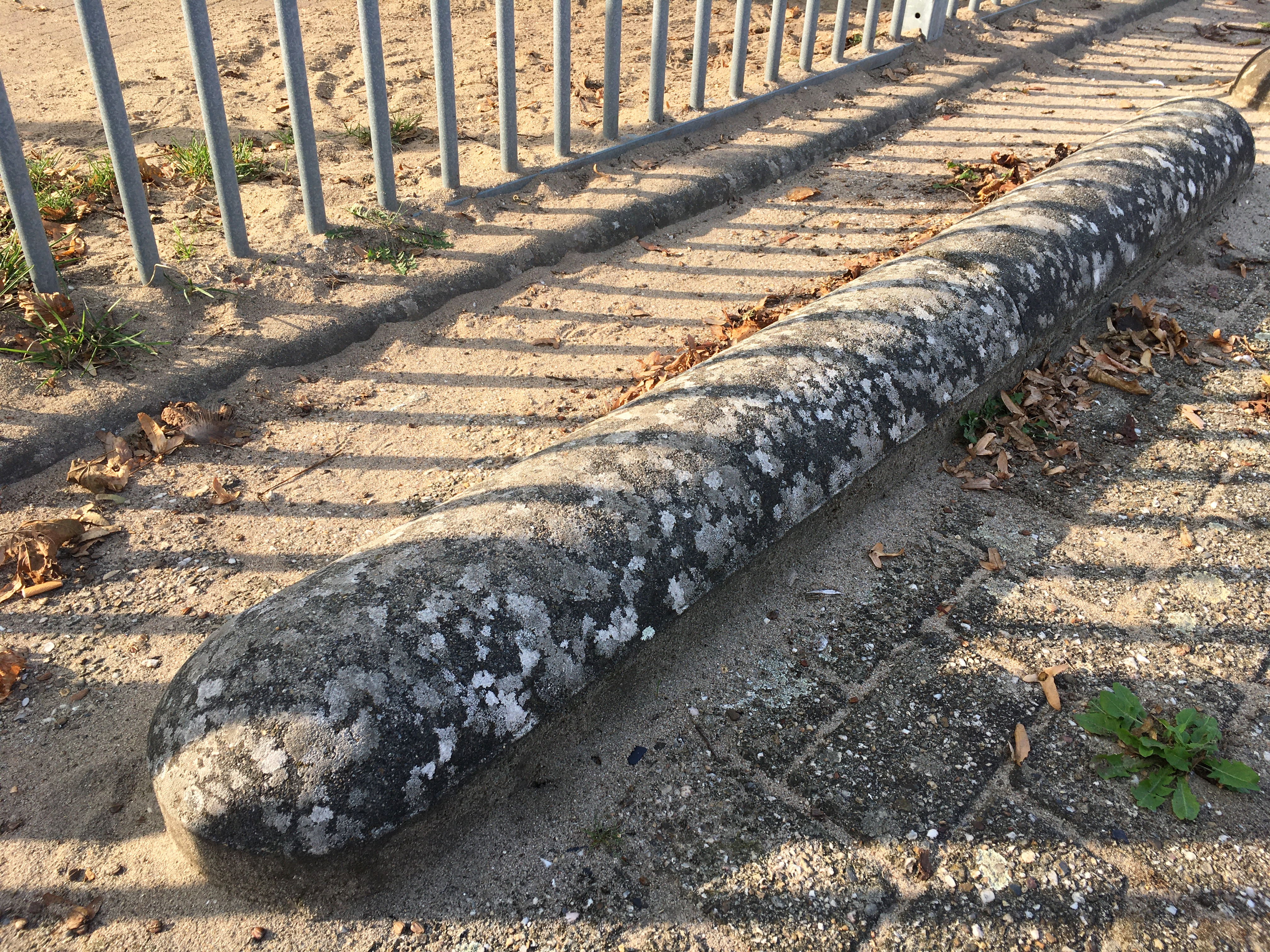
Een varkensrug begroeid met de dambordjes-associatie
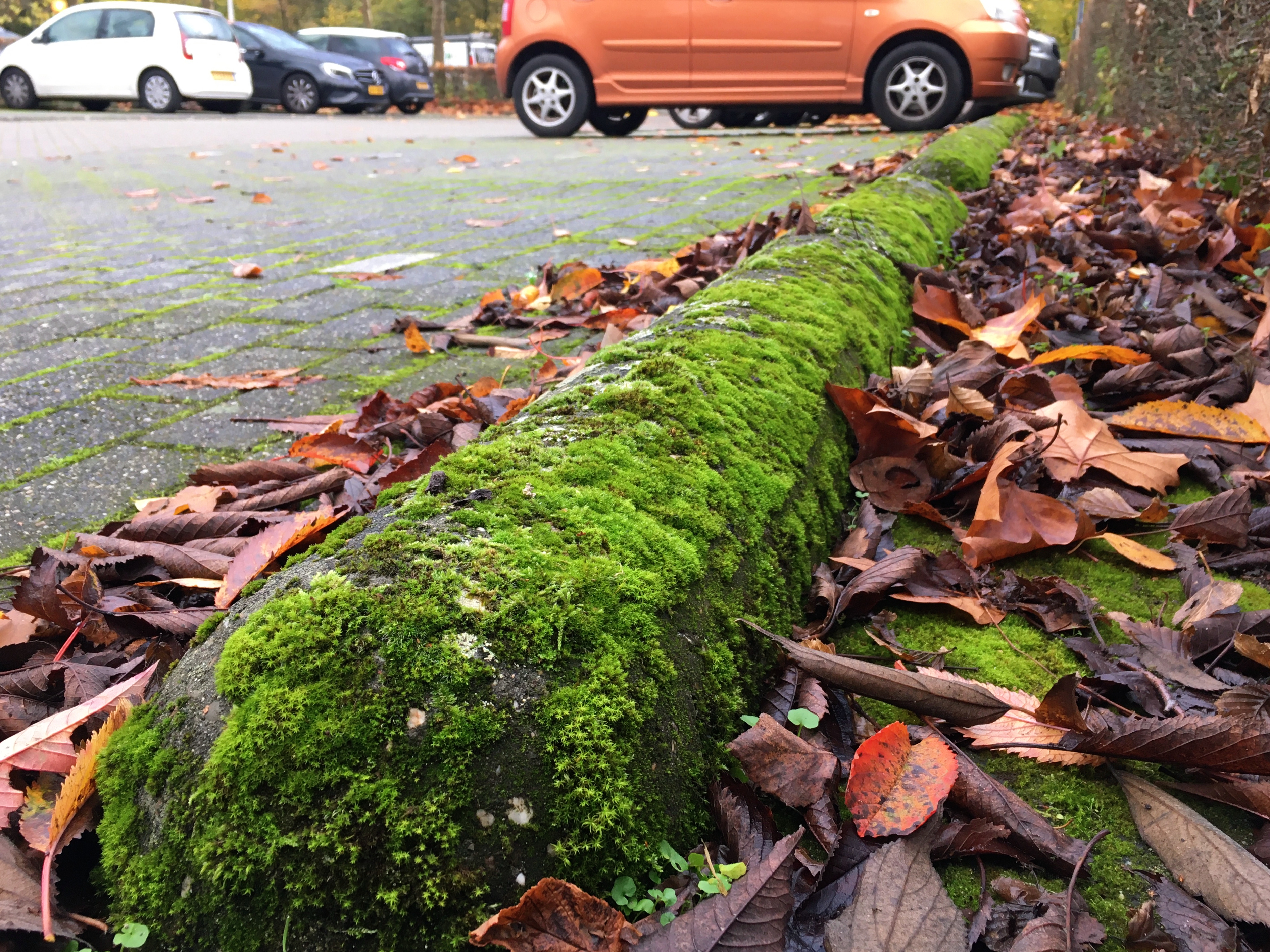
Varkensruggen begroeid met de muisjesmos-associatie
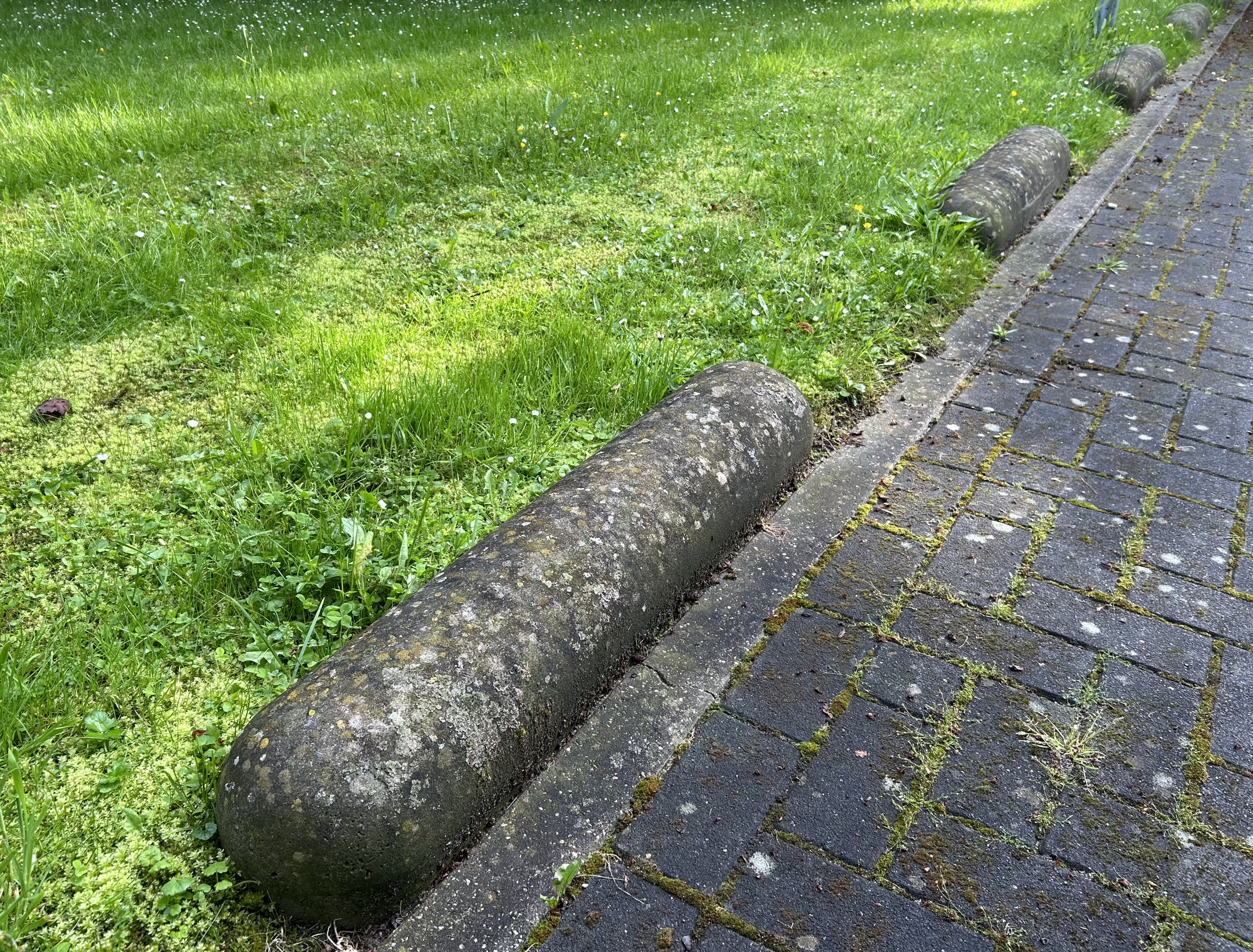
Varkensruggen begroeid met de sinaasappelkorst-associatie